# Барахов, Исидор Никифорович
Исидор Никифорович Барахов (Иванов) (31 января (12 февраля) 1898 — 15 сентября 1938) — советский государственный, общественно-политический деятель Якутии начала XX века, участник гражданской войны. Вместе с Максимом Аммосовым и Платоном Ойунским стоял у истоков создания Якутской АССР в составе РСФСР. Стал жертвой сталинских репрессий.

## Биография
Родился 31 января (12 февраля) 1898 года в Харбалахском наслеге Верхневилюйского улуса Якутской области в семье зажиточного крестьянина-скотовода. В 1914 году окончил начальную школу в с. Верхневилюйск. В годы учёбы в учительской семинарии в г. Якутске знакомится с Е. М. Ярославским, занимается в его революционном кружке.
Член РСДРП с сентября 1917 года. Секретарь Якутского губернского, Вилюйского уездного бюро РКП(б) (1920—1922), председатель Совнаркома ЯАССР (1922—1924). Первый секретарь Якутского обкома ВКП(б) (1926—1928). Заместитель, затем — заведующий сектором Восточной Сибири и Дальнего Востока сельхозотдела ЦК ВКП(б) (1933—1938). Делегат X, XII, XV съездов партии, избирался членом ЯЦИК, ЦИК СССР. Возглавлял якутскую делегацию на Первом Всесоюзном тюркологическом съезде, проходившем в 1926 году в Баку.
В марте 1921 года участвует в X съезде компартии в качестве единственного представителя Якутии, имеющего право голосования (второй делегат Платон Ойунский имел право совещательного голоса). С сентября 1924 года был слушателем курсов марксизма при Коммунистической академии в Москве. В 1921—1924 гг. работает секретарём партийного губбюро, председателем Совнаркома Якутской АССР. В 1926—1928 гг. руководил партийной организацией в Якутии.
В 1928—1933 гг. учился в Институте красной профессуры. По окончании работал в аппарате ЦК, заведующим сельскохозяйственным сектором Восточной Сибири и Дальнего Востока. Автор научных работ по экономике Якутии.
В 1938 году репрессирован по ложному обвинению и 15 сентября этого же года расстрелян в окрестностях Москвы, на полигоне Коммунарка.
Реабилитирован 31 октября 1956 года.
Жена — Александра Андреевна Черепанова, сын — Ярослав.

## Память
- Имя И. Н. Барахова присвоено Верхневилюйской средней школе № 1, улицам Якутска, Верхневилюйска и др. населённых пунктов.
- Именем Исидора Барахова было названо новое судно проекта "Советская Якутия", построенное на судостроительном заводе "Ока" МСП СССР 31 октября 1974 г.
- В феврале 2014 г. именем Исидор Барахов переименован нефтеналивной танкер "Ленанефть-2004" 1976 года постройки «Ленского объединённого речного пароходства»[3][4].
- 27 апреля 2014 г. в Якутске был открыт памятник И. Барахову[5].